# Медный всадник России
«Медный всадник России» — исторический фильм 2019 года режиссёра Василия Ливанова.
Премьера фильма прошла 22 апреля 2019 года в рамках специального показа на 41-м Московском международном кинофестивале.

## Сюжет
Фильм рассказывает о создании по задумке Екатерины II памятника Петру I, благодаря поэме А. С. Пушкина известному как Медный всадник.
В центре сюжета — судьба скульптора памятника, француза Этьена Фальконе, которого пригласила императрица Екатерина II. Несмотря на открытый конфликт с приближённым к императрице графом Бецким, президентом Императорской Академии художеств, Фальконе при поддержке архитектора Фельтена удаётся отстоять свою идею. На втором плане в фильме — любовная линия Этьена Фальконе и его ученицы Мари Анн Колло. Юная девушка приехала в Россию вместе с мастером и втайне от него вылепила из глины голову Петра, которая не удавалась Фальконе. Её работа была признана скульптором и самой императрицей. Несмотря на все трудности удаётся организовать перевозку Гром-камня и создать памятник.

## В ролях
- Евгений Редько — Этьен Морис Фальконе, скульптор / актёр в роли Фальконе
- Ольга Белова — Екатерина II
- Евгений Стеблов — граф Бецкой
- Валерия Ланская — Мари-Анна Колло, ученица Фальконе
- Борис Хвошнянский — капитан Ласкари
- Андрей Соколов — Юрий Матвеевич Фельтен, архитектор
- Денис Ткачёв — Фонтен, резчик по камню, помощник Фальконе
- Александр Пацевич — поручик Петров
- Владимир Ильин — барон Билиштейн
- Юрий Стоянов — господин Яковлев
- Дмитрий Толстиков — митрополит Платон
- Юрий Назаров — Емельян Кайлов, литейщик
- Борис Ливанов — Григорий Потёмкин
- Анастасия Анофриева — фрейлина Анастасия
- Юлия Белоглазова — дочь актёра
- Владимир Тягичев — Григорий Корчебников, корабельный мастер
- Юрий Лопарёв — старый кузнец
- Мария Свирид — Варенька (в титрах указана как М. Якунина)
- Василий Ливанов — друг актёра (в титрах не указан)

## Съёмки
Съёмки проходили в Санкт-Петербурге — в Эрмитаже, в Выборге — в парке Монрепо, в Гатчине — в Большом Гатчинском дворце, а также в Москве — в музее-заповеднике «Царицыно»
Для съемок были изготовлены элементы памятника Медный всадник, а также восковая фигура Петра Первого, из стеклоткани на металлическом каркасе был изготовлен Гром-камень.
Специально для фильма было сшито более 250 костюмов, консультантом по созданию которых выступила Елена Ливанова.

## Фестивали
- XXVIII кинофорум «Золотой Витязь» — Приз «Золотой Витязь» в категории «Фильмы для детей»[4]